# Apteronemobius darwini
Apteronemobius darwini är en insektsart som beskrevs av Otte, D. och R.D. Alexander 1983. Apteronemobius darwini ingår i släktet Apteronemobius och familjen syrsor. Inga underarter finns listade i Catalogue of Life.